# مسجد المواساة
مسجد المواساة أحد أشهر مساجد الإسكندرية، أسسته جمعية المواساة الإسلامية عام 1937 بتكلفة بلغت وقتها 10,000 جنيه مصريًا. يقع المسجد بمنطقة الحضرة البحرية بجوار مستشفى المواساة الجامعي وأمام كلية الهندسة بجامعة الأسكندرية. تعاقب علي إمامته أئمّة عظام من بينهم الشيخ ياسين رشدي، واعتلي منبره الدكتور ربيع الغفير منذ العام 2001 حتى 2012 وهو مدرس بكلية الدراسات الإسلامية والعربية للبنين بجامعة الأزهر بالقاهرة، ويعتلي منبره الآن منذ 2012 الشيخ محمد يحيى الكتاني الأزهري.